# Jack Aitken
Jack Aitken, född 23 september 1995 i London i England, är en brittisk racerförare som för närvarande kör för Campos Racing i Formel 2. Aitken började sin karriär genom gokart när han var sju år gammal. År 2015 värvades Aitken av Renault Young Driver Academy som han körde för fram till 2019. Han var tidigare reservförare för Williams F1 i Formel 1 mellan 2020 och 2022.
Aitken gjorde sin debut i Formel 1 vid Sakhirs Grand Prix 2020 då George Russell gjorde ett inhopp för Mercedes som ersättare för Lewis Hamilton.